# Attica State Prison

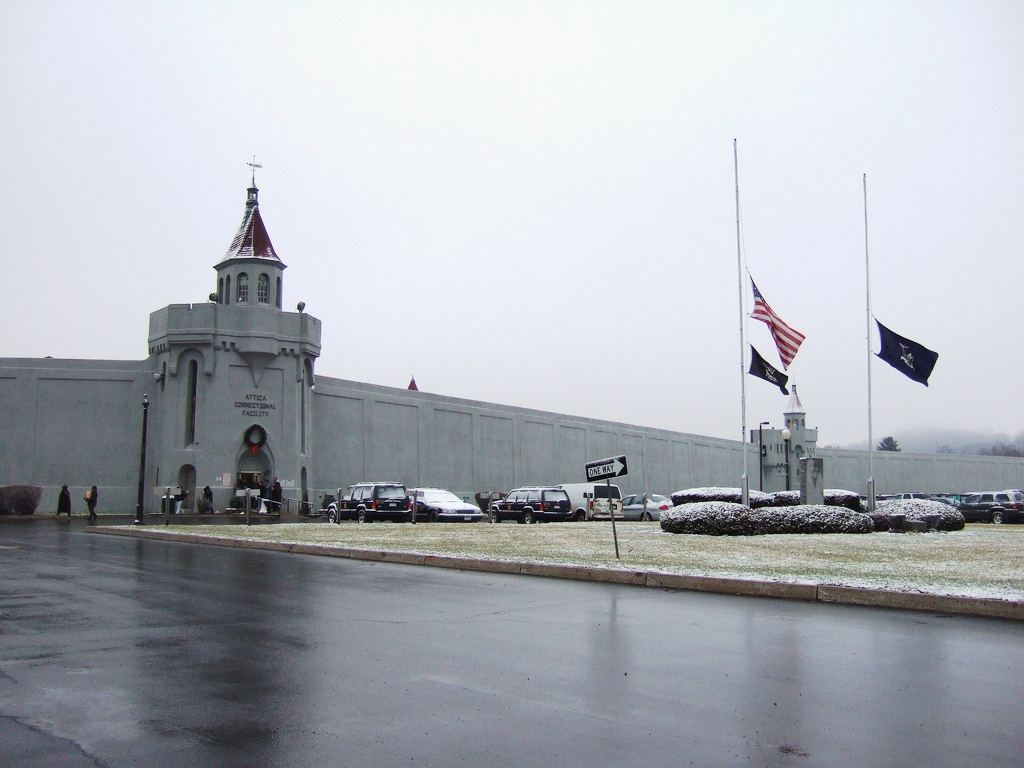
Attica Correctional Facility

Attica State Prison of Attica Correctional Facility is een gevangenis in Wyoming County in de staat New York in de Verenigde Staten van Amerika. Het werd gebouwd in de jaren 1930. Het gebouw is uitgerust met een traangassysteem dat kan worden gebruikt wanneer er oproer in de gevangenis ontstaat. Dit werd nodig geacht omdat de gevangenis gevangenen huisvestte die elders vanwege disciplinaire maatregelen niet in een reguliere gevangenis konden verblijven. De penitentiaire inrichting was het toneel van de grootste en bloedigste gevangenisopstand ooit in de geschiedenis van de Verenigde Staten.

## Opstand en bloedbad
Op 9 september 1971 kwamen bijna 1300 van de 2200 aanwezige gevangenen in opstand en gijzelden meer dan 40 personeelsleden. Daarbij werd een cipier ernstig gewond. In feite namen zij de enorme gevangenis over. Onderhandelingen tussen afgevaardigden van de gevangenen, die menselijke leefomstandigheden eisten, met gevangenisdirecteur Russell Oswald begonnen. Al gauw waren uitgenodigde journalisten begonnen verslag te doen en was er een "comité" van waarnemers van buiten. Er was volgens de gevangenen sprake van gewelddadig racisme van de kant van het systeem en de blanke bewakers, een "schrikbewind". Zij kwamen met 30 eisen o.a. op gebied van straffen, voedsel, hygiène, medische verzorging, zinvolle tijdsbesteding enz.. Nadat de cipier aan zijn verwondingen was overleden sloeg de stemming om en hielden de hoopvolle onderhandelingen op. Het comité van waarnemers kon niet meer terugkeren. Gouverneur Nelson Rockefeller wilde niet komen bemiddelen. Het was de tijd van president Nixon met zijn leus "Law and Order" ("Wet en Orde"). Steeds meer scherpschutters werden rondom op de daken en muren en op de loopbruggen van het enorme complex gepositioneerd. Op 13 september werd de opstand beëindigd door een massale schietpartij, waarbij uiteindelijk 42 doden te betreuren vielen: 32 gevangenen en 10 bewakers die gegijzeld werden. Zij werden tijdens de "bevrijdingsactie" alle door kogels van state troopers gedood. Hun families zouden decennia later samen 12 miljoen dollar schadevergoeding van de staat New York krijgen.
De documentaire "Attica" van Stanley Nelson uit 2021 toont veel archiefbeeldmateriaal verbonden met oral history van betrokkenen (behalve van familieleden van personeelsleden, die niet bij de docu betrokken wilden worden).

## Bekende gevangenen
- David Berkowitz, seriemoordenaar en pyromaan
- Mark David Chapman (tot 2012), de moordenaar van John Lennon